# Janez iz Kastva
Janez iz Kastva, slikar, katerega ime je ohranjeno na eni izmed fresk v  Cerkvi Svete Trojice v Hrastovljah.
Tedanji župnik na Kubedu Tomić Vrhović (Tomic Vrchovich). se je odločil, da dá poslikati tudi podružnično cerkev v Hrastovljah. Táko delo so tačas prevzemale domače slikarske delavnice, v katerih je poleg glavnega mojstra delalo še več pomočnikov. Pogodil se je z mojstrom Janezom iz Kastva, ki je delo prevzel in ga končal dan sv. Marjete leta 1490 (13. julij 1490). Podpis na eni izmed fresk » de...magister Johannes de Kastua pinxit«, govori, da je freska njegovo delo. To pa je tudi pravzaprav vse, kar je o slikarju znanega. Po sodbi umetnostnega zgodovinarja Branka Fučića so v hrastovski cerkvi Janezovo delo freske v apsidah, cikel Geneze in podobe prerokov Oznanjenje ter Pohod in Poklon treh kraljev, medtem ko sta pasijonski cikel in Mrtvaški ples delo drugega mojstra. Njegovo delo naj bi bile tudi freske v podružnični cerkvi sv. Jakoba v Barbanu, pripisujejo pa mu tudi freske v podružnični cerkvi na Gradišču pri Divači in freske podružnične cerkve sv. Helene (1489) v Podpeči.